# Dragan Mićanović
Dragan Mićanović (serbisch-kyrillisch Драган Мићановић; * 30. September 1970 in Loznica, Jugoslawien) ist ein serbischer Schauspieler.
Er war mit Ana Sofrenović verheiratet und hat zwei Töchter.
Mićanović spielte sowohl in serbischen als auch in internationalen Filmen (Layer Cake, Bad Company – Die Welt ist in guten Händen) und Serien mit. 2024 war in dem Kurzfilm Der Mann, der nicht schweigen wollte zu sehen.

## Serbische Synchronisation
- 2011: Rio (serbische Synchronstimme des Blu)
- 2014: Rio 2 – Dschungelfieber (serbische Synchronstimme des Blu)
- 2015: Hotel Transsilvanien 2 (serbische Synchronstimme des Dracula)
- 2016: Vaiana - Das Paradies hat einen Haken (serbische Synchronstimme des Chief Tui)
- 2017: Die Schöne und das Biest (serbische Synchronstimme des Lumiere (Dialog))